# Charlie Scott
Charles Thomas Scott, detto Charlie (New York, 15 dicembre 1948), è un ex cestista statunitense, professionista nella ABA e nella NBA.
Padre di Shannon Scott, dal 2018 è fra i membri del Naismith Memorial Basketball Hall of Fame.

## Carriera
Venne selezionato dai Boston Celtics al settimo giro del Draft NBA 1970 (106ª scelta assoluta).
Con gli Stati Uniti ha disputato i Giochi olimpici di Città del Messico 1968.

## Statistiche
| † | Denota una stagione in cui ha vinto il titolo NBA |
| * | Record ABA                                        |

### ABA-NBA

#### Regular Season
| Anno            | Squadra                | PG  | PT | MP   | TC%  | 3P%  | TL%  | RP  | AP  | PRP | SP  | PP    |
| --------------- | ---------------------- | --- | -- | ---- | ---- | ---- | ---- | --- | --- | --- | --- | ----- |
| 1970-1971       | Virginia Squires (ABA) | 84  |    | 37,9 | 46,3 | 24,6 | 74,6 | 5,2 | 5,6 |     |     | 27,1  |
| 1971-1972       | Virginia Squires (ABA) | 73  |    | 41,9 | 44,9 | 26,4 | 80,3 | 5,1 | 4,8 |     |     | 34,6* |
| 1971-1972       | Phoenix Suns (NBA)     | 6   |    | 29,5 | 42,5 |      | 81,0 | 3,8 | 4,3 |     |     | 18,8  |
| 1972-1973       | Phoenix Suns           | 81  |    | 37,8 | 44,6 |      | 78,4 | 4,2 | 6,1 |     |     | 25,3  |
| 1973-1974       | Phoenix Suns           | 52  |    | 38,5 | 45,9 |      | 78,1 | 4,3 | 5,2 | 1,9 | 0,4 | 25,4  |
| 1974-1975       | Phoenix Suns           | 69  |    | 37,6 | 44,1 |      | 78,1 | 4,0 | 4,5 | 1,6 | 0,3 | 24,3  |
| 1975-1976†      | Boston Celtics         | 82  | 82 | 35,5 | 44,9 |      | 79,7 | 4,4 | 4,2 | 1,3 | 0,3 | 17,6  |
| 1976-1977       | Boston Celtics         | 43  |    | 36,8 | 44,4 |      | 74,6 | 4,4 | 4,6 | 1,4 | 0,3 | 18,2  |
| 1977-1978       | Boston Celtics         | 31  |    | 34,8 | 43,3 |      | 71,2 | 3,3 | 4,6 | 1,6 | 0,2 | 16,3  |
| 1977-1978       | L.A. Lakers            | 48  |    | 29,0 | 44,2 |      | 77,5 | 3,1 | 4,9 | 1,2 | 0,2 | 11,7  |
| 1978-1979       | Denver Nuggets         | 79  |    | 33,1 | 46,0 |      | 74,9 | 2,7 | 5,4 | 1,0 | 0,4 | 12,0  |
| 1979-1980       | Denver Nuggets         | 69  |    | 27,0 | 40,1 | 18,2 | 72,0 | 2,4 | 3,6 | 0,7 | 0,3 | 9,3   |
| Carriera ABA    | Carriera ABA           | 157 |    | 39,8 | 45,6 | 25,7 | 77,5 | 5,2 | 5,2 |     |     | 30,6* |
| Carriera NBA    | Carriera NBA           | 560 |    | 34,4 | 44,4 |      | 77,2 | 3,6 | 4,8 | 1,3 | 0,3 | 17,9  |
| Carriera Totale | Carriera Totale        | 717 |    | 35,6 | 44,8 |      | 77,3 | 4,0 | 4,9 | 1,3 | 0,3 | 20,7  |

#### Massimi in carriera
Regular Season
- Massimo di punti in ABA: 50 (2 volte)
- Massimo di punti in NBA: 44 vs Philadelphia 76ers (19 dicembre 1973)
- Massimo di rimbalzi in ABA: 13 vs Carolina Cougars (29 dicembre 1971)
- Massimo di rimbalzi in NBA: 13 vs Kansas City-Omaha Kings (21 novembre 1972)
- Massimo di assist in ABA: 13 vs Indiana Pacers (23 dicembre 1970)
- Massimo di assist in NBA: 15 vs Detroit Pistons (23 novembre 1972)
- Massimo di palle rubate in NBA: 7 vs Kansas City Kings (27 dicembre 1975)
- Massimo di stoppate in NBA: 4 vs Los Angeles Lakers (25 dicembre 1973)

#### Play-off
| Anno            | Squadra                | PG | PT | MP   | TC%  | 3P%  | TL%  | RP  | AP  | PRP | SP  | PP   |
| --------------- | ---------------------- | -- | -- | ---- | ---- | ---- | ---- | --- | --- | --- | --- | ---- |
| 1971            | Virginia Squires (ABA) | 12 |    | 42,0 | 40,9 | 25,8 | 75,5 | 6,6 | 6,8 |     |     | 26,8 |
| 1976†           | Boston Celtics (NBA)   | 18 |    | 35,1 | 39,1 |      | 76,4 | 4,2 | 3,9 | 1,2 | 0,4 | 15,4 |
| 1977            | Boston Celtics         | 9  |    | 37,6 | 40,6 |      | 84,6 | 4,2 | 4,2 | 1,4 | 0,2 | 16,4 |
| 1978            | L.A. Lakers            | 3  |    | 34,3 | 30,0 |      | 75,0 | 4,3 | 4,7 | 1,3 | 0,0 | 10,0 |
| 1979            | Denver Nuggets         | 3  |    | 34,7 | 47,6 |      | 57,1 | 4,7 | 3,3 | 0,7 | 0,7 | 16,0 |
| Carriera ABA    | Carriera ABA           | 12 |    | 42,0 | 40,9 | 25,8 | 75,5 | 6,6 | 6,8 |     |     | 26,8 |
| Carriera NBA    | Carriera NBA           | 33 |    | 35,7 | 39,5 |      | 77,4 | 4,3 | 4,0 | 1,2 | 0,4 | 15,2 |
| Carriera Totale | Carriera Totale        | 45 |    | 37,4 | 40,0 |      | 76,6 | 4,9 | 4,8 | 1,2 | 0,4 | 18,3 |

#### Massimi in carriera
Play-off
- Massimo di punti in ABA: 38 vs New York Nets (10 aprile 1971)
- Massimo di punti in NBA: 31 vs Buffalo Braves (2 maggio 1976)
- Massimo di rimbalzi in NBA: 11 vs Phoenix Suns (6 giugno 1976)
- Massimo di assist in NBA: 8 (2 volte)
- Massimo di palle rubate in NBA: 5 vs Phoenix Suns (6 giugno 1976)
- Massimo di stoppate in NBA: 2 vs Cleveland Cavaliers (11 maggio 1976)

## Palmarès
- Campionato NBA: 1

Boston Celtics: 1976
- NBA All-Star Game: 3

1973, 1974, 1975
- ABA Rookie of the Year Award (1971)
- ABA All-Rookie Team (1971)
- 2 volte NCAA AP All-America Second Team (1969, 1970)
- All-ABA Team: 2

First Team: 1971
Second Team: 1972
- ABA All-Star Game: 2

1971, 1972
- Maggior numero di tiri dal campo realizzati in stagione ABA: (1971-1972)
- Cinquantacinquesimo miglior marcatore di sempre ABA
- Migliore marcatore di sempre per punti a partita ABA in regular season (30,6 punti a partita)
- Migliore marcatore della stagione ABA (1971-1972)
- Miglior marcatore ABA di sempre in una singola stagione (1971-1972) per punti a partita (34,6 punti a partita)
- ABA All-Time Team